# Na konci světa
Na konci světa (v originále God's Own Country) je britský hraný film z roku 2017, který režíroval Francis Lee podle vlastního scénáře. Film popisuje vztah mezi mladým farmářem z Yorkshiru a rumunským námezdním dělníkem. Snímek měl světovou premiéru na Filmovém festivalu Sundance 23. ledna 2017.

## Děj
Johnny Saxby žije se svým přísným otcem Martinem a babičkou Deirdre na rodinné ovčí farmě v Yorkshiru. Poté, co otec po infarktu částečně ochrnul, zůstává starost o celé hospodářství na Johnnym. Pro Johnnyho je celá situace bezvýchodná a své frustrace vybíjí vyhledáváním anonymního sexu s muži a častou konzumací alkoholu. Otec rozhodne, že pro jarní práce najmou pomocnou sílu. Johnny je sice proti, musí se ale podřídit otcovu pokynu. Jako jediný zájemce se přihlásí Gheorghe z Rumunska. Johnny a Gheorghe spolu odjíždějí na několik dní na pastviny, aby se postarali o březí ovce. Zde se po počáteční nedůvěře intimně sblíží. Po návratu na farmu jejich utajovaný vztah pokračuje. Náhodou jej odhalí Deirdre, která ale vše tiše toleruje, neboť Johnnyho nálada a chování se Gheorghovým vlivem zjevně zlepšuje. Jednoho dne postihne otce druhý infarkt a je převezen do nemocnice. Johnny a Gheorghe jdou jednoho večera do městečka do hospody, kde mezi nimi dojde k vážnému konfliktu. Gheorgius druhého dne z farmy zklamaně odchází. Johnny se rozhodne jej vyhledat, omluvit se mu a přemluvit jej k návratu na farmu.

## Obsazení
| Josh O'Connor  | Johnny Saxby     |
| Alec Secăreanu | Gheorghe Ionescu |
| Gemma Jones    | Deidre Saxby     |
| Ian Hart       | Martin Saxby     |

## Nominace a ocenění
- Filmová cena Britské akademie
  - nominace v kategorii nejlepší britský film
- British Independent Film Awards
  - Ocenění v kategorii nejlepší film
  - Ocenění v kategorii nejlepší herec v hlavní roli (Josh O'Connor)
  - Ocenění v kategorii nejlepší debutový scénář (Francis Lee)
  - Ocenění v kategorii nejlepší zvuk (Anna Bertmark)
  - Nominace v kategorii nejlepší scénář (Francis Lee)
  - Nominace v kategorii nejlepší režie (Francis Lee)
  - Nominace v kategorii nejlepší herec v hlavní roli ( Alec Secăreanu)
  - Nominace v kategorii nejlepší herec ve vedlejší roli (Ian Hart)
  - Nominace v kategorii nejlepší debutový režisér (Francis Lee)
  - Nominace v kategorii  Objev roku – producent (Jack Tarling, Manon Ardisson)
  - Nominace v kategorii nejlepší casting (Shaheen Baig, Layla Merrick-Wolf)
- Dublin Film Critics' Circle Awards
  - Nominace v kategorii nejlepší film
- Edinburgh International Film Festival
  - Ocenění v kategorii nejlepší britský film
- Evening Standard British Film Awards
  - Ocenění v kategorii nejlepší film
  - Ocenění v kategorii nejlepší herečka ve vedlejší roli (Gemma Jones)
  - Nominace v kategorii nejlepší herec ve vedlejší roli (Ian Hart)
  - Nominace v kategorii objev roku (Josh O’Connor)
  - Nominace v kategorii objev roku (Francis Lee)
- Mezinárodní filmový festival ve Stockholmu
  - Ocenění v kategorii nejlepší režie (Francis Lee)
  - Ocenění v kategorii nejlepší herec (Josh O'Connor)
- London Critics' Circle Film Awards
  - Nominace v kategorii nejlepší film
  - Nominace v kategorii nejlepší britský/irský film
  - Ocenění v kategorii debutový britský/irský režisér (Francis Lee)
  - Nominace v kategorii nejlepší britský herec (Josh O'Connor)
  - Nominace v kategorii nejlepší kamera (Joshua James Richards)
- San Francisco International Film Festival
  - Nominace na Golden Gate Award New Directors Prize – Narrative films (Francis Lee)
- Satellite Awards
  - Nominace v kategorii nejlepší film
- Sundance Film Festival
  - Ocenění poroty v kategorii nejlepší režie (Francis Lee)
  - Ocenění Directing Award im World Cinema Dramatic (Francis Lee)
  - Nominace v kategorii World Cinema Dramatic Competition
- Teddy Award
  - Nominace v kategorii nejlepší film
  - Cena čtenářů časopisu „Männer“
  - Harvey-Männer LeserInnen Award (Francis Lee)